# Maggie Roswell

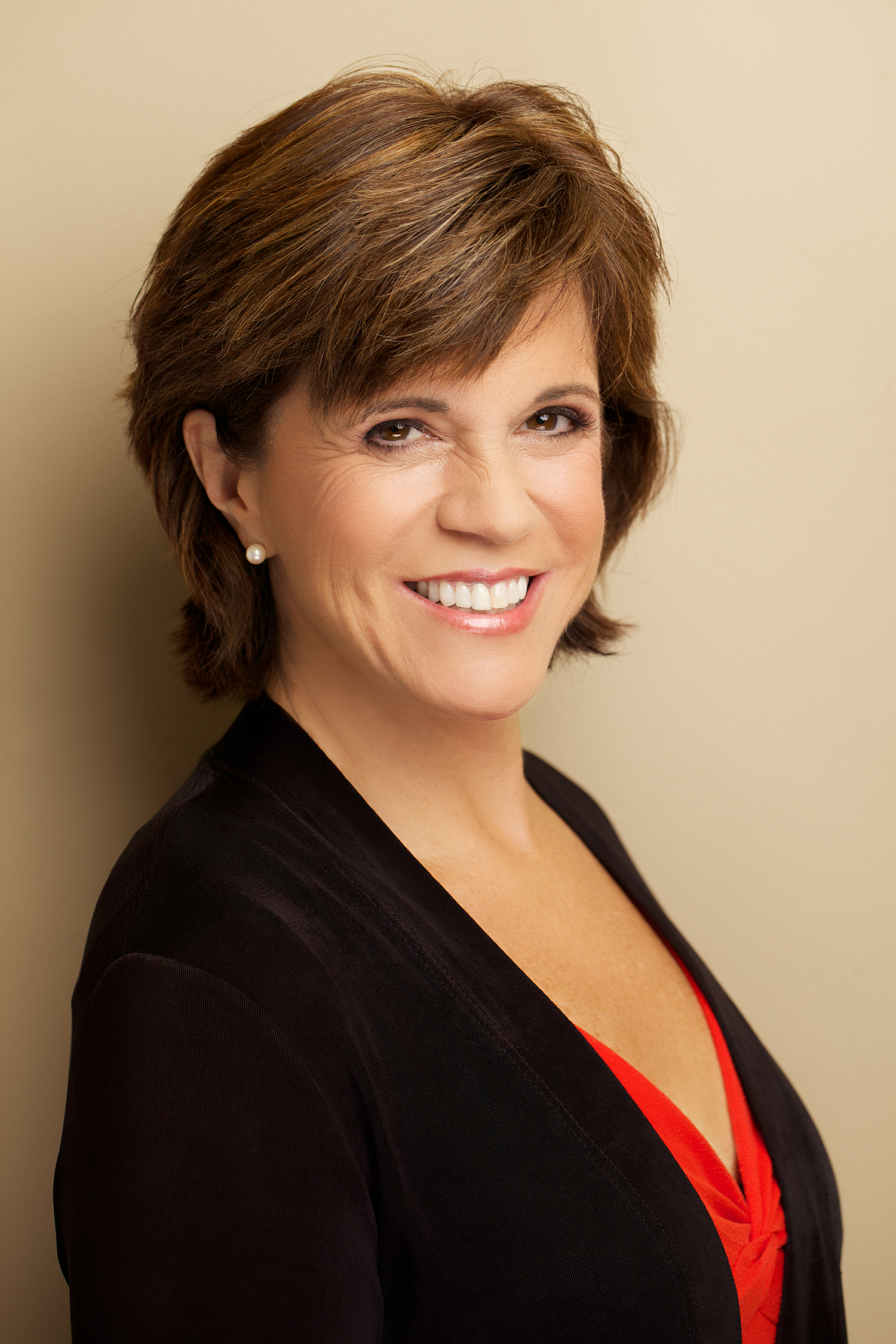
Maggie Roswell, 2010

Maggie Roswell (* 14. November 1952 in Los Angeles, Kalifornien; eigentlich Mary Margaret Nina Roswell) ist eine US-amerikanische Schauspielerin und Synchronsprecherin. Bekannt wurde sie vor allem durch ihre zahlreichen Synchronrollen in der Originalfassung der Zeichentrickserie Die Simpsons.

## Leben
Von 1999 bis 2002 konnte sie ihre Tätigkeit als Sprecherin bei Die Simpsons nicht ausführen, weil sie sich in einer Bezahlungsdebatte befand. Nach Meinung der Produzenten verlangte sie zu viel Geld, was sie nicht bekam, bis sie ihre Arbeit einstellte. Ihr Ersatz in dieser Zeit war Marcia Mitzman Gaven. Dieser Streit legte sich nach vier Jahren und sie kehrte zur Serie zurück, obwohl in viel weniger Folgen als zuvor.
Sie ist mit dem Schauspieler Hal Rayle verheiratet.

## Figuren inDie Simpsons
- Maude Flanders
- Helen Lovejoy
- Elizabeth Hoover
- Luann van Houten
- und andere Charaktere, die nur einmal in der Serie auftauchen

## Filmografie (Auswahl)

### Filme
- 1980: Midnight Madness: Ein ausgeflippter Haufen (Midnight Madness)
- 1983: Fire and Ice
- 1985: Kopfüber in Amerika (Lost in America)
- 1986: Pretty in Pink
- 1986: Alptraum des Grauens (The Deliberate Stranger, Fernsehfilm)
- 1991: Die Super-Gang (Bad Attitudes, Fernsehfilm)
- 1992: Fluch der Gräbe (Grave Secrets: The Legacy of Hilltop Drive, Fernsehfilm)
- 1997: Switchback – Gnadenlose Flucht (Switchback)
- 2004: Silver City

### Gastauftritte (Auswahl)
- 1981: Mork vom Ork (Mork & Mindy, Folge 4.04)
- 1982: Laverne & Shirley (Folge 7.11)
- 1987: Der Hogan Clan (Folge 2.21)
- 1989: Hunter (Folge 5.17)
- 1993: Zurück in die Vergangenheit (Quantum Leap, Folge 5.17)

## Synchronisation (Auswahl)

### Filme
- 1992: Cool World
- 1995: Hubi, der Pinguin (The Pebble and the Penguin)
- 1996: Rotten Ralph
- 2007: Die Simpsons – Der Film (The Simpsons Movie)

### Serien
- 1988–1991: Spürnase Scooby Doo
- 1987–1988: Oh Schreck, oh Graus: Die Supermaus (Mighty Mouse, the New Adventures)
- 1990: Käpt’n Balu und seine tollkühne Crew (TaleSpin, eine Folge)
- 1991–1992: James Bond Jr.
- 1998: Venus on the Hard Drive
- 1990–1999/seit 2002: Die Simpsons (The Simpsons)